# Images and Words: Live in Tokyo
Images and Words: Live in Tokyo är det amerikanska progressive metal-bandet Dream Theaters första hemvideo. Den innehåller större delen av bandets uppträdande på Nakano Sun Plaza i Tokyo, Japan år 1993. Med på videon finns också musikvideorna till låtarna "Pull Me Under", "Take the Time" och "Another Day".

## Låtlista
1. "Intro"
2. "Under a Glass Moon"
3. "The Making of Images and Words"
4. "Pull Me Under" (Video Clip)
5. "Take The Time" (Video Clip)
6. "Kimonos & Condoms"
7. "Wait for Sleep"
8. "Surrounded"
9. "Ytsejam/Drum Solo"
10. "Another Day" (Video Clip)
11. "To Live Forever"
12. "A Fortune In Lies"
13. "Abbey Road"
14. "Puppies On Acid/Take The Time"
15. "On the Road '93"
16. "Pull Me Under"